# Guttapalya, Bagepalli
Guttapalya là một làng thuộc tehsil Bagepalli, huyện Kolar, bang Karnataka, Ấn Độ.